# Agroindustriala Bucium
Agroindustriala Bucium este o companie producătoare de băuturi alcoolice din Iași, România.
În martie 2007, compania exploata 530 de hectare de viță-de-vie, atât proprietate, cât și în arendă.
Cea mai bine vândută marcă din portofoliul companiei este Fetească Albă de Bucium.
Agroindustriala Bucium este specializată în producția de vinuri spumante și spumoase, țuică și rachiuri naturale, dar are în portofoliu și vinuri liniștite.
Cifra de afaceri:
- 2007: 5,8 milioane euro[3]
- 2006: 7,4 milioane euro[1]
- 2005: 4,3 milioane euro[2]